# Uranotaenia capelai
Uranotaenia capelai är en tvåvingeart som beskrevs av Cunha Ramos 1993. Uranotaenia capelai ingår i släktet Uranotaenia och familjen stickmyggor.
Artens utbredningsområde är São Tomé. Inga underarter finns listade i Catalogue of Life.